# 500 Startups
500 Global — американский венчурный фонд и стартап-акселератор, основанный в 2010 году Дейвом Макклюром (англ. Dave McClure) и Кристин Цай (англ. Christine Tsai).

## История
По состоянию на 1 августа 2015 года фонд 500 Global инвестировал в 1200+ компаний, включая Eat App, iDreamBooks, Little Eye Labs, Gengo, Cucumbertown, Visual.ly, Canva, Udemy, RidePal. По состоянию на август 2015 года более 20 % компаний участвовали в других инкубаторах, 20-30 % были международными, а более 60 были куплены .
Некоторые из активных компаний фирмы — Credit Karma, Twilio, Grab, Talkdesk. Выходы включают приобретение на сумму 403 млн долларов MakerBot компанией Stratasys, приобретение Wildfire компанией Google на сумму 350 млн долларов, приобретение Viki компанией Rakuten на 200 млн долларов и приобретение Simple компанией BBVA.
В 2012 фонд приобрёл Mexican.VC, стартап-акселератор в Мехико, ожидая увеличения объёма инвестиций в компании Мексики. Благодаря инвестициям в Alta Ventures, руководство 500 Startups планировало сотрудничать с другими компаниями в этом регионе. У 500 Startups имеются офисы в Кремниевой долине, Мехико, Израиле и Сан-Франциско. В 2015 они анонсировали начало своей трёхмесячной программы роста в Лондоне, Великобритания, а также предварительный акселератор в Осло, Норвегия. В марте 2018, 500 Startups объявили, что выбрали Даунтаун Майами в качестве своего первого аванпоста Восточного побережья США.
В октябре 2021 года 500 стартапов провели свой первый полностью виртуальный класс акселератора.